# بزوویک (کرایوو)
بزوویک (به صربی: Bzovik) یک روستا در صربستان است که در کرالیفو واقع شده‌است. بزوویک ۲۰۵ نفر جمعیت دارد.